# ダーレミ
ダーレミ、ダルレミ（Dar Re Mi、2005年5月15日 - ）とはイギリスの競走馬である。おもな勝ち鞍は2009年のプリティーポリーステークス、ヨークシャーオークス、2010年のドバイシーマクラシック。

## 戦績
2戦目の牝馬限定未勝利戦で勝ち上がり、重賞3着を2回はさんで準重賞のプランテーションスタッドステークスで2勝目を挙げた。続くミネルヴァ賞で重賞初勝利するとG1のヨークシャーオークスに出走、ラッシュラッシーズの2着と好走する。その後のヴェルメイユ賞ではザルカヴァの2着、続いてロワイヤリュー賞に出走し3着となった。
4歳になった2009年はG3のミドルトンステークスから始動し僅差の2着となった。プリティーポリーステークスでは昨年のオークス馬ルックヒアとヨークシャーオークス馬ラッシュラッシーズが出走していたが3番人気からビーチバニーを短頭差制しG1競走初勝利を挙げた。続くヨークシャーオークスでは英愛オークス馬サリスカを3/4馬身抑えG1競走2連勝とした。続くヴェルメイユ賞では無敗の3歳牝馬スタセリタとの対戦となり、先に抜け出したスタセリタをゴール前で短首差かわして1位入線も直線で5位入線のソベラニアの進路を妨害したとして5着に降着となった。10月4日の凱旋門賞ではシーザスターズの5着に敗れたが牝馬では最先着を果たした。その後、アメリカに遠征し11月7日のブリーダーズカップ・ターフに出走、コンデュイットの3着に入った。
2010年の初戦に選んだドバイシーマクラシックでは日本代表のブエナビスタの追撃を封じ、優勝した。その後、7月3日のエクリプスステークスに2番人気で出走したが、トゥワイスオーヴァーの4着に敗れた。その後引退が発表された。

## 競走成績
| 出走日     | 競馬場           | 競走名                    | 格 | 距離     | 着順 | 騎手           | 着差      | 1着（2着）馬    |
| ---------- | ---------------- | ------------------------- | -- | -------- | ---- | -------------- | --------- | --------------- |
| 2007.11.03 | ニューマーケット | メイドンフィリーズS       |    | 芝7f     | 2着  | J.フォーチュン | クビ      | La Coveta       |
| 2008.04.25 | サンダウン       | メイドンフィリーズS       |    | 芝10f7y  | 1着  | J.フォーチュン | 7馬身     | (Icon Project)  |
| 2008.05.14 | ヨーク           | ムシドラS                 | G3 | 芝10f88y | 3着  | J.フォーチュン | 6 3/4馬身 | Lush Lashes     |
| 2008.06.29 | サンクルー       | マロレット賞              | G2 | 芝2400m  | 3着  | J.フォーチュン | クビ      | Treat Gently    |
| 2008.07.19 | ニューマーケット | プランテーションスタッドS | LR | 芝12f    | 1着  | R.ムレン       | 3/4馬身   | (Folk Opera)    |
| 2008.08.14 | ドーヴィル       | ミネルヴァ賞              | G3 | 芝2500m  | 1着  | O.ペリエ       | 1 1/2馬身 | (Shemima)       |
| 2008.08.22 | ニューマーケット | ヨークシャーオークス      | G1 | 芝12f    | 2着  | O.ペリエ       | 1 1/4馬身 | Lush Lashes     |
| 2008.09.14 | ロンシャン       | ヴェルメイユ賞            | G1 | 芝2400m  | 2着  | C.レマイル     | 2馬身     | Zarkava         |
| 2008.10.04 | ロンシャン       | ロワイヤリュー賞          | G2 | 芝2500m  | 3着  | C.レマイル     | 2馬身     | Balladeuse      |
| 2009.05.14 | ヨーク           | ミドルトンS               | G3 | 芝10f88y | 2着  | L.デットーリ   | 短頭      | Crystal Capella |
| 2009.06.27 | カラ             | プリティーポリーS         | G1 | 芝10f    | 1着  | J.フォーチュン | 短頭      | (Beach Bunny)   |
| 2009.08.20 | ヨーク           | ヨークシャーオークス      | G1 | 芝12f    | 1着  | J.フォーチュン | 3/4馬身   | (Sariska)       |
| 2009.09.13 | ロンシャン       | ヴェルメイユ賞            | G1 | 芝2400m  | 5着  | J.フォーチュン | 1位入線   | Stacelita       |
| 2009.10.04 | ロンシャン       | 凱旋門賞                  | G1 | 芝2400m  | 5着  | J.フォーチュン | 3 1/2馬身 | Sea the Stars   |
| 2009.11.07 | サンタアニタ     | BCターフ                  | G1 | 芝12f    | 3着  | L.デットーリ   | 1 3/4馬身 | Conduit         |
| 2010.03.27 | メイダン         | ドバイシーマクラシック    | G1 | 芝2410m  | 1着  | W.ビュイック   | 3/4馬身   | （Buena Vista） |
| 2010.07.03 | サンダウン       | エクリプスステークス      | G1 | 芝10f7y  | 4着  | W.ビュイック   | 6馬身     | Twice Over      |

## 繁殖入り後
繁殖牝馬としては、ドバウィとの間に2018年英セントレジャー2着のラーティダー(Lah Ti Dar)、同年のデューハーストステークスなどを制したトゥーダーンホットを産んでいる。両馬の全弟となる2017年生まれの牡馬は2018年のタタソールズ・オクトーバーイヤリングセールで同年の最高値となる約480万ドル（約5億4000万円）で落札されている。

## 血統表
| ダーレミ (Dar Re Mi)の血統（サドラーズウェルズ系 / アウトブリード） | ダーレミ (Dar Re Mi)の血統（サドラーズウェルズ系 / アウトブリード） | ダーレミ (Dar Re Mi)の血統（サドラーズウェルズ系 / アウトブリード） | （血統表の出典）   | （血統表の出典） |
| 父 Singspiel 1992 鹿毛                                              | 父の父In the Wings 1986 鹿毛                                        | Sadlers Wells                                                       | Northern Dancer    | Northern Dancer  |
| 父 Singspiel 1992 鹿毛                                              | 父の父In the Wings 1986 鹿毛                                        | Sadlers Wells                                                       | Fairy Bridge       |                  |
| 父 Singspiel 1992 鹿毛                                              | 父の父In the Wings 1986 鹿毛                                        | High Hawk                                                           | Shirley Heights    | Shirley Heights  |
| 父 Singspiel 1992 鹿毛                                              | 父の父In the Wings 1986 鹿毛                                        | High Hawk                                                           | Sunbittern         |                  |
| 父 Singspiel 1992 鹿毛                                              | 父の母Glorious Song 1976 鹿毛                                       | Halo                                                                | Hail to Reason     | Hail to Reason   |
| 父 Singspiel 1992 鹿毛                                              | 父の母Glorious Song 1976 鹿毛                                       | Halo                                                                | Cosmah             |                  |
| 父 Singspiel 1992 鹿毛                                              | 父の母Glorious Song 1976 鹿毛                                       | Ballade                                                             | Herbager           | Herbager         |
| 父 Singspiel 1992 鹿毛                                              | 父の母Glorious Song 1976 鹿毛                                       | Ballade                                                             | Miss Swapsco       |                  |
| 母 Darara 1983 黒鹿毛                                               | 母の父Top Ville 1976 鹿毛                                           | High Top                                                            | Derring-Do         | Derring-Do       |
| 母 Darara 1983 黒鹿毛                                               | 母の父Top Ville 1976 鹿毛                                           | High Top                                                            | Camenae            |                  |
| 母 Darara 1983 黒鹿毛                                               | 母の父Top Ville 1976 鹿毛                                           | Saga Ville                                                          | Charlottesville    | Charlottesville  |
| 母 Darara 1983 黒鹿毛                                               | 母の父Top Ville 1976 鹿毛                                           | Saga Ville                                                          | La Sega            |                  |
| 母 Darara 1983 黒鹿毛                                               | 母の母Delsy 1972 鹿毛                                               | Abdos                                                               | Arbar              | Arbar            |
| 母 Darara 1983 黒鹿毛                                               | 母の母Delsy 1972 鹿毛                                               | Abdos                                                               | Pretty Lady        |                  |
| 母 Darara 1983 黒鹿毛                                               | 母の母Delsy 1972 鹿毛                                               | Kelty                                                               | *Venture           | *Venture         |
| 母 Darara 1983 黒鹿毛                                               | 母の母Delsy 1972 鹿毛                                               | Kelty                                                               | *Marilla F-No.13-c |                  |

- 母Dararaは1986年のヴェルメイユ賞勝ち馬。
- 伯父Darshaanは1984年のジョッケクルブ賞勝ち馬。
- 半弟Rewildingは2011年のドバイシーマクラシック勝ち馬。

## 脚註
1. ↑  超良血トゥーダーンホットの全弟、5億円超で落札. JRA-VAN ver. World(2018年10月11日付). 2018年10月16日閲覧